# Charles Davis (cestista)
Charles Edward Davis jr. (Nashville, 5 ottobre 1958) è un ex cestista statunitense, professionista nella NBA e in Italia.

## Carriera
Venne selezionato dai Washington Bullets al secondo giro del Draft NBA 1981 (35ª scelta assoluta).